# Sabana arbolada de miombo oriental
La sabana arbolada de miombo oriental es una ecorregión de la ecozona afrotropical, definida por WWF, que se extiende entre Tanzania, Mozambique y Malaui.
Forma parte de la región denominada sabana arbolada de miombo central y oriental, incluida en la lista Global 200.

## Descripción
Es una ecorregión de sabana que cubre un área de 483.900 kilómetros cuadrados entre el sur de Tanzania, el norte de Mozambique y el sureste de Malaui, entre los 200 y los 800 o 900 metros de altitud.
Limita al noroeste con la selva del Arco Oriental del Rift y la sabana arbustiva de Tanzania, al noreste con la selva mosaico costera de Zanzíbar, al este con la selva mosaico costera de Inhambane, al oeste con el mosaico montano de pradera y selva del Rift meridional y el lago Malawi, al suroeste con la pradera inundada del Zambeze, el mosaico montano de selva y pradera de Malawi meridional y la sabana arbolada de mopane del Zambeze, y al sur con la sabana costera inundada del Zambeze.

## Flora
La vegetación de miombo está adaptada a la sequedad del clima y a la pobreza de los suelos. Las especies arbóreas dominantes son Brachystegia spiciformis, Brachystegia boehmii, Brachystegia allenii y Julbernardia globiflora.

## Fauna
La ecorregión alberga las que posiblemente son las mayores poblaciones de elefante africano (Loxodonta africana) y licaón (Lycaon pictus) del continente.

## Endemismos
Sólo se conocen dos especies endémicas de reptiles: el camaleón Chamaeleo tornieri y el lagarto Playsaurus maculatus. 

## Estado de conservación
Relativamente estable / Intacta.
Debido a la presencia de la mosca tsetsé y la guerra civil en Mozambique, la población humana es escasa, pero está aumentando.

## Protección
- Reserva de caza Selous, en Tanzania, declarada Patrimonio de la Humanidad por la Unesco.
- Parque Nacional de Mikumi y Coto de Caza del Valle de Kilombero, adyacentes a la anterior.
- Reserva de Caza de Niassa, en Mozambique, fronteriza con Tanzania.
- Reserva de Caza de Gile, en Mozambique.